# Kyle Brady
Kyle James Brady (Camp Hill, 14 gennaio 1972) è un ex giocatore di football americano statunitense che ha militato nel ruolo di tight end nella National Football League (NFL).

## Biografia

### New York Jets
Al college, Brady giocò a football a Penn State. Fu scelto come nono assoluto nel Draft NFL 1995 dai New York Jets, col disappunto dei tifosi dei Jets tra il pubblico che desideravano che la squadra selezionasse invece Warren Sapp e lo misero in mostra cantando "We want Sapp! We want Sapp!".

### Jacksonville Jaguars
Brady firmò coi Jacksonville Jaguars nel 1999. L'anno successivo disputò la sua miglior stagione, ricevendo 64 passaggi per 729 yard. Fu premiato come Uomo dell'anno della squadra nel 2003. Brady coi Jags ebbe la reputazione di un solido giocatore che saltò solamente nove gare in dodici anni di carriera nella NFL e si mise anche in mostra per la sua abilità nei blocchi.

### New England Patriots
Il 3 marzo 2007, Brady firmò un contratto biennale coi New England Patriots per sostituire il partente Daniel Graham. L'allenatore dei Patriots Bill Belichick rivelò che, nel 1995, quando era allenatore dei Cleveland Browns, avrebbe voluto scegliere Brady con la decima scelta assoluta, se non gli fosse stato soffiato dai Jets. Malgrado gli infortuni, quell'anno disputò 14 partite coi Patriots, segnando due touchdown e raggiungendo il Super Bowl XLII, perso contro i New York Giants. Fu svincolato il 9 febbraio 2008, ritirandosi poco dopo.

## Palmarès
- American Football Conference Championship: 1

New England Patriots: 2007

## Statistiche
| Ricezioni     | 343   |
| Yard ricevute | 3.519 |
| Touchdown     | 25    |